# Polymikrofonierung
Unter Polymikrofonierung, manchmal auch Multimikrofonierung genannt, versteht man eine Mikrofonanordnung zur Tonaufnahme bei der Stereofonie oder beim Raumklang, unter Verwendung vieler verteilter, meistens nahe an den Schallquellen oder auch Quellenbereichen platzierter Stützmikrofone, ohne Verwendung von Hauptmikrofonen. Das ist „Einzelmikrofonierung“, die eine sehr gute Präsenz (Deutlichkeit) mit Nahbesprechungseffekt bei Druckgradientenmikrofonen und eine klare Stereoabbildung über Panpots liefert. 

## Die Raumakustik
Die natürliche Raumakustik hat hierbei geringe, bis gar keine Bedeutung. Es ergibt sich ein raumunabhängiges Klangbild mit eigener Richtungslokalisation und Lautstärkebalance, wobei nur die klanglichen Eigenheiten der Schallquellen nicht aber ihre Platzierung aufgenommen werden. Weitere notwendige Ergänzungen können durch Raummikrofone und durch künstlichen Nachhall vorgenommen werden. Besonders muss auf eine deutliche akustische Trennung zwischen den Mikrofonen geachtet werden.

Bei der Aufstellung der Mikrofone sollte zur Vermeidung von hörbaren Kammfiltereffekten die 3:1-Faust-Regel beachtet werden: „Wenn ein Instrument einen bestimmten Abstand zum Mikrofon hat, so sollte das nächste Mikrofon, das diesen Schall ja auch aufnimmt, mindestens das Dreifache des Abstands zum ersten Mikrofon haben.“

## Begriffliche Abgrenzung „Mikrofonierung“ und „Mikrofonie“
Das Wort Mikrofonie steht für einen klanglich nachteiligen Effekt, bei dem Nicht-Mikrofone ungewollt als Schallwandler dienen. Es beschreibt eine Störung, wie z. B. das „Röhrenklingeln“, wenn Schall von außen in Elektronenröhren dringt oder die entstehenden Geräusche beim Tritt auf ein Kabel. Darum ist das Wort „Mikrofonie“ mit der Bedeutung einer Störung – besonders in Verbindung mit Poly- und Multi- – zu vermeiden, wenn eigentlich Mikrofonierung gemeint ist.